# 中埜肇 (哲学者)
中埜 肇（なかの はじむ、1922年11月7日 - 1997年5月11日）は、日本の哲学者。専攻は現代文明論としての哲学。

## 来歴
東京出身。成城高等学校 (旧制)を経て、京都大学文学部哲学科卒業。筑波大学思想学科系教授、岡崎学園国際短期大学学長、放送大学教養学部教授を歴任。

## 人物
- 安部公房とは成城高等学校の同級生で、在籍当時は親交が深かったという（宮西忠正「安部公房・荒野の人」菁柿堂より）。「安部公房全集」(新潮社)の中には安部が中埜に宛てた書簡（「中埜肇宛書簡」第1信―第18信）が収録されている。
- 1985年に日本航空123便墜落事故で犠牲になった同姓同名の中埜肇（元阪神電気鉄道専務取締役、元阪神タイガース球団社長）は無関係であるが、共に1922年生まれで京都大学出身であるなど、共通点が多い。

## 主要著作
- 『ヘーゲル研究』
- 『ヘーゲル』
- 『弁証法』
- 『ヘーゲル』
- 『ヘーゲル哲学の根本にあるもの』
- 『時間と人間』
- 『ヘーゲル哲学の基本構造』
- 『現代文明学としての哲学』